# Робокоп (франшиза)
«Робокоп» (англ. RoboCop) — американська культова франшиза про робота-полійцеського в жанрі кіберпанк, створена сценаристами Едвардом Ноймаєром та Майклом Майнером. Франшиза складається з оригніальної трилогії та рімейку, серіалів та ігор.

## Фільми

### Робокоп (1987)
На черговому завданні поліцейські Алекс Мерфі і Енн Льюїс наздоганяють злочинців у фургоні. Бандити зі своїм ватажком Кларенсом Боддікером ховаються на покинутому сталеливарному заводі, де Мерфі потрапляє в пастку. Його розстрілюють, завершивши справу пострілом в голову. Врятувати життя Мерфі не вдається, його офіційно визнають мертвим, а тіло передають в програму «Робокоп».

### Робокоп 2 (1990)
Поліція Детройта масово страйкує з причини урізання зарплат корпорацією OCP. В цей час тільки Робокоп бореться зі злочинцями, які повсюдно сіють безлад. Окрім того поширюється новий і винятково сильний наркотик «Ньюк», який поширює наркобарон Кейн.

### Робокоп 3 (1993)
Корпорація ОСР насильно виселяє звичайних людей з власних домівок і робокоп встає на захист мирних громадян.

### Робокоп (2014)
Рімейк фільму Робокоп (1987).

## Відеоігри
- RoboCop (1988)
- RoboCop 2 (1991)
- RoboCop 3 (1992)
- RoboCop Versus The Terminator (1993)
- RoboCop (2003)
- Mortal Kombat 11 (2019)
- RoboCop: Rogue City (2023)

## Комікси
- RoboCop (Marvel Comics, 1990—1992).
- RoboCop versus The Terminator (Dark Horse Comics, 1992).
- RoboCop (Dark Horse Comics, 1992—1994).
- RoboCop (Avatar Press, 2003—2006).
- RoboCop (Dynamite Entertainment, 2009—2013).
- RoboCop (Boom! Studios, 2013–).